# Lucy Cominetti
Lucy Andrea Cominetti Rivas (Santiago, 22 de marzo de 1982) es una actriz chilena.

## Biografía
Estudió actuación en la Universidad Finis Terrae, y al titularse participó en los montajes teatrales Asfixia y Actuando a la víctima, dirigidos por Alejandra Gutiérrez, y Matando horas, bajo la dirección de Carolina Araya.
Sus primeros pasos televisivos los dio en 2008 como una de las protagonistas de la serie de ciencia ficción Gen Mishima, de TVN. A eso le siguieron papeles en variadas series como Los 80, Monvoisin, La Tirana y Solita camino por nombrar algunas; como también en teleseries: Primera Dama, Secretos en el jardín, Preciosas y la tercera temporada de Soltera otra vez han sido las telenovelas en las que participó en Canal 13.
Su debut en el cine fue en 2009, cuando el director Alberto Fuguet la eligió para interpretar a Javiera en el largometraje Velódromo, donde compartió roles con Pablo Cerda. Al año siguiente obtuvo el protagónico femenino en la cinta Qué pena tu vida de Nicolás López -la película más vista del cine chileno en 2010-, lo que le dio popularidad dentro del público. Con López volvió a trabajar en la película Sin filtro estrenada en enero de 2016, siendo un éxito de taquilla con más de 1.200.000 espectadores.
Además de la actuación, Lucy ha estado vinculada al mundo de la moda como rostro de campañas publicitarias de distintas marcas y diseñadores nacionales como Carola Muñoz y Paulo Méndez y también ha incursionado en la conducción en diversos formatos.
Actualmente, es conductora del programa "Voy Contigo" en la radio FM Dos.

## Filmografía

### Cine
| Año  | Película               | Personaje      | Director             |
| ---- | ---------------------- | -------------- | -------------------- |
| 2010 | Velódromo              | Javiera        | Alberto Fuguet       |
| 2010 | Qué pena tu vida       | Sofía Coccolo  | Nicolás López        |
| 2016 | Sin filtro             | Javiera        | Nicolás López        |
| 2018 | Mujer saliendo del mar | Elisa Traverso | Pablo Rojas Marchini |

### Teleseries
| Año       | Título                | Personaje       | Canal    |
| --------- | --------------------- | --------------- | -------- |
| 2010-2011 | Primera Dama          | Juanita Ramírez | Canal 13 |
| 2014      | Secretos en el jardín | Beatriz Urra    | Canal 13 |
| 2016-2017 | Preciosas             | Begoña Salinas  | Canal 13 |
| 2018      | Soltera otra vez      | Eugenia Bueno   | Canal 13 |

### Series y telefilmes
| Año  | Título                                      | Personaje               | Canal       | Notas     |
| ---- | ------------------------------------------- | ----------------------- | ----------- | --------- |
| 2008 | Paz, una historia de pasión                 | Delia Almendros         | TVN         | Miniserie |
| 2008 | Gen Mishima                                 | Ana Ulloa               | TVN         | Serie     |
| 2008 | Los 80                                      | Catalina                | Canal 13    | Serie     |
| 2009 | El vuelo del poeta                          | Manuela García-Huidobro | TVN         | Telefilme |
| 2009 | Monvoisin                                   | Clara Filleul           | UCV-TV      | Telefilme |
| 2010 | La Tirana                                   | Consuelo                | TVN         | Miniserie |
| 2012 | Solita camino                               | Laura Izquierdo         | Mega        | Serie     |
| 2013 | Maldito corazón                             | Teresa Besoaín Guzmán   | Chilevisión | Telefilme |
| 2013 | La mujer del cuadro: Mujer saliendo del mar | Elisa Traverso          | UCV-TV      | Telefilme |
| 2018 | Santiago Paranormal                         | Julia                   | TVN         | Serie     |

### Teatro
| Año  | Obra Teatral          | Dramaturgo          | Director            | Teatro               |
| ---- | --------------------- | ------------------- | ------------------- | -------------------- |
| 2006 | Ubú rey               | Alfred Jarry        | Alejandra Gutiérrez | Galpón 7             |
| 2007 | Asfixia               | Jorge Schultz       | Alejandra Gutiérrez | Sala Sidarte         |
| 2007 | Matando horas         | Rodrigo García      | Carolina Araya      | Lastarria 90         |
| 2007 | Actuando a la víctima | Hermanos Presnyakov | Alejandra Gutiérrez | Teatro Antonio Varas |
| 2017 | La casa de Rosmer     | Henrik Ibsen        | Pablo Halpern       | Teatro Duoc UC       |

## Premios
| Año  | Premio                                              | Categoría    | Obra                   | Resultado |
| ---- | --------------------------------------------------- | ------------ | ---------------------- | --------- |
| 2018 | Festival Internacional de Cine Calzada de Calatrava | Mejor Actriz | Mujer saliendo del mar | Ganadora  |

## Locución
- Radio FM Dos - Conductora del programa "Voy Contigo" (lunes a viernes 18:00).